# Мастерская Петра Кончаловского
Мастерска́я Петра́ Кончало́вского — мемориальный музей-мастерская, посвящённый творчеству художника Петра Кончаловского. Учреждение расположено в бывшей мастерской живописца по адресу Большая Садовая,10, где с 1912 по 1956 годы проживала семья Кончаловских. На церемонии открытия музея, состоявшейся в декабре 2017 года, выступали внуки художника Андрей Кончаловский и Никита Михалков. С 2018 по 2019 год музей закрыт на реставрацию, в результате которой планируется восстановить исторические интерьеры, установить современную систему кондиционирования воздуха для последующего хранения оригиналов работ Кончаловского, а также возвращение утраченных световых потолков.

## История

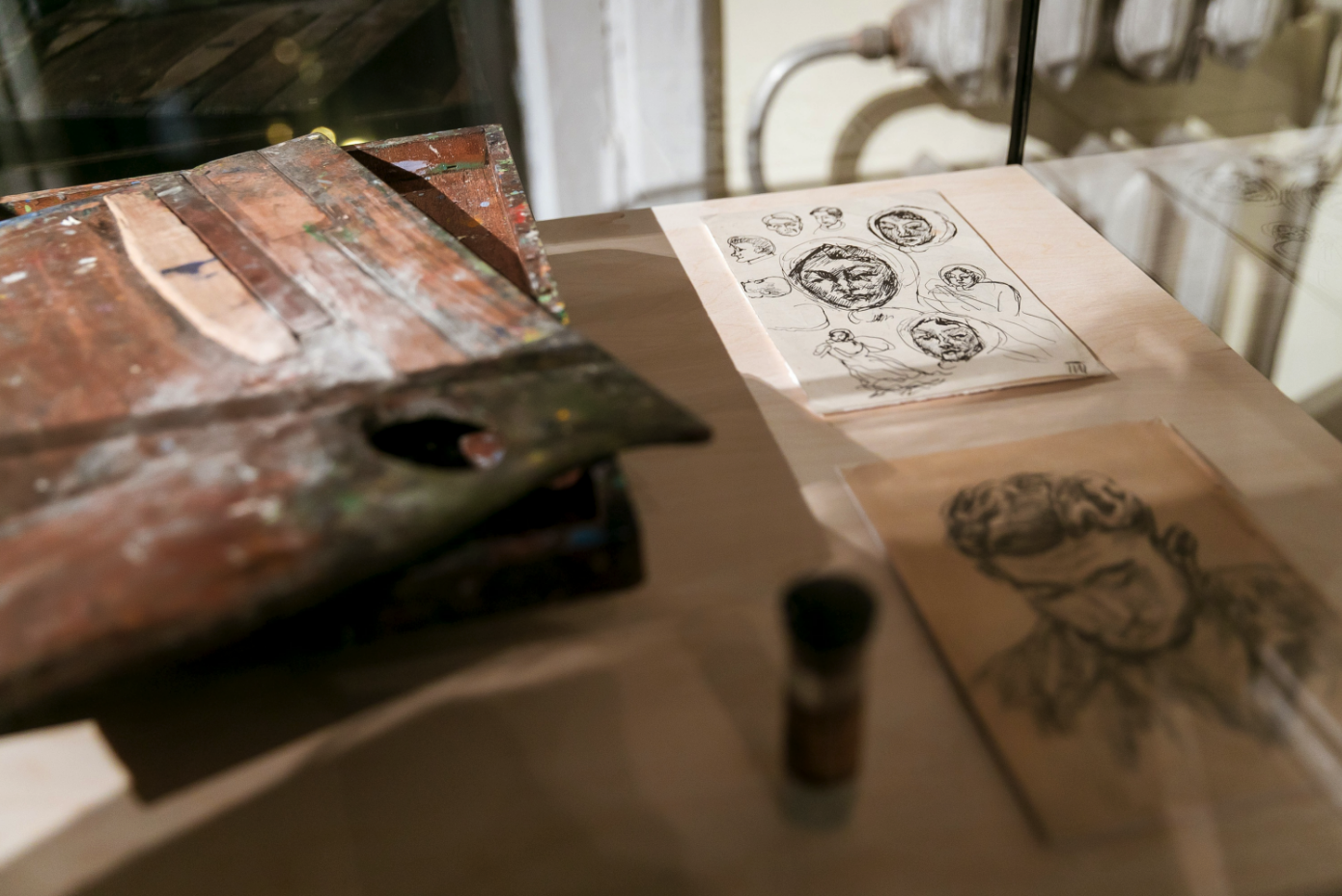
Экспозиция музея, 2017 год

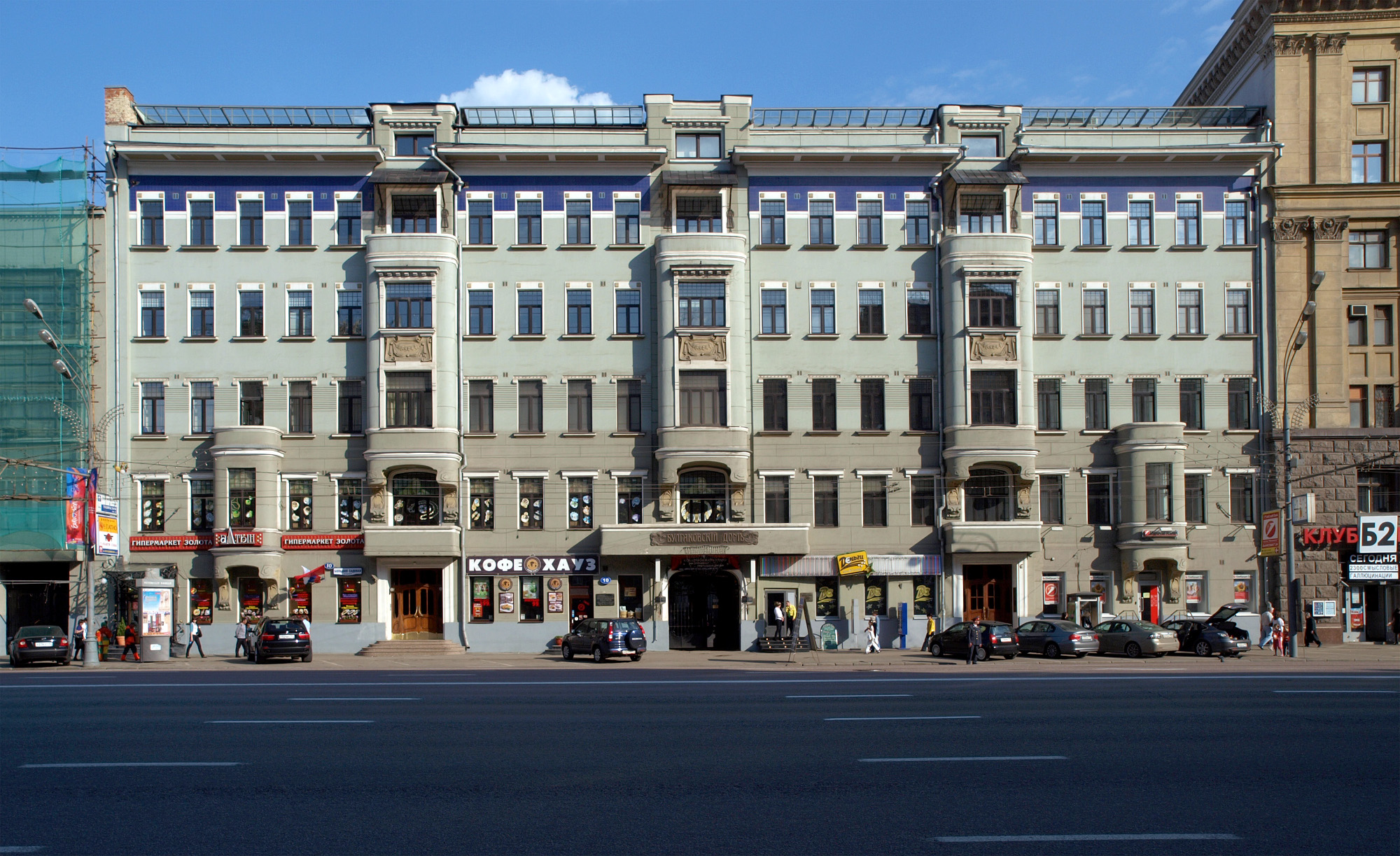
Дом на Большой Садовой, 10. 2009 год

Пётр Кончаловский переехал в дом на Большой Садовой улице,10 в 1912 году вместе со своей семьёй. Первые пять лет Кончаловские прожили в квартире № 24, располагающейся в фасадной части здания. Одновременно художник снимал мастерскую № 40, где проводил большую часть дня, работая над своими произведениями. После революции 1917 года здание перешло во владение Моссовета, а через несколько лет советская власть издала указ о подселении рабочих с табачной фабрики «Дукат» в квартиры дома на Садовой, таким образом формируя коммунальные квартиры. В связи с этим в 1920 годы семья Кончаловских была вынуждена переехать в мастерскую, где они прожили до получения отдельной двухкомнатной квартиры на Конюшковской улице в 1937 году.
В своей мастерской Кончаловский написал портреты композитора Арама Хачатуряна, дирижёра Альфреда Корто, пианиста Карло Цекки, арфистки Веры Дуловой, поэта Константина Симонова и писателя Самуила Маршака, а также рисовал московские пейзажи. Здесь же художник проводил занятия со своими студентами: он был строгим учителем и настаивал на постоянной практике и вниманию к работе. Будучи главой авангардного художественного объединения «Бубновый валет», Пётр Кончаловский проводил в мастерской регулярные встречи сообщества.
После смерти живописца в 1956 году мастерская перешла к его сыну Михаилу, проработавшему здесь до 1996 года. Впоследствии он переехал в помещение на улице Масловка, а в мастерской на Садовой продолжили работу художники Михаил Тихонов и Елена Утенкова-Тихонова.
Когда в мастерской появлялась новая модель, все собирались вокруг Кончаловского, который объяснил композицию и структурные компоненты, на которые следуют обратить внимание. Затем каждому студенту он давал отдельное задание с использованием разных красок и подходов. На занятиях живописью требовалось сохранять чистоту цвета и использовать очень яркие краски, почти не смешивая их, следуя по стопам неоимпрессионистов. Чистые цвета нужно было класть мазками один рядом с другим, как на большой многоцветной мозаике. <...> Одновременно с этим студенты должны были выполнять классические академические упражнения, как, например, копирование гипсовых слепков, что составляло одно из вступительных испытаний в Московское училище живописи, ваяния и зодчества.

### Здание
Здание было построено в 1903 году по заказу основателя табачной фабрики «Дукат» купца Ильи Пигита. Проект был разработан архитекторами Антонином Милковым и Эдмундом Юдицким, стремившимися воплотить в здании черты модерна. С начала XX века в доме селились представители художественной и литературной элиты столицы: меценат Николай Рябушинский, тесть Кончаловского Василий Суриков, скульптор Митрофан Рукавишников, художник-авангардист Георгий Якулов, писатель Михаил Булгаков. По специальному заказу художников Петра Кончаловского, Георгия Якулова и Владимира Рябушинского во внутренних помещениях дома были организованы художественные мастерские. В гостях у Кончаловского и его коллег бывали Владимир Маяковский, Айседора Дункан и Сергей Есенин, Фёдор Шаляпин, Алексей Толстой, Сергей Прокофьев и другие. Дом на Садовой, 10 служит прообразом нехорошей квартиры, в которой происходило действие романа Михаила Булгакова «Мастер и Маргарита».

### Основание музея

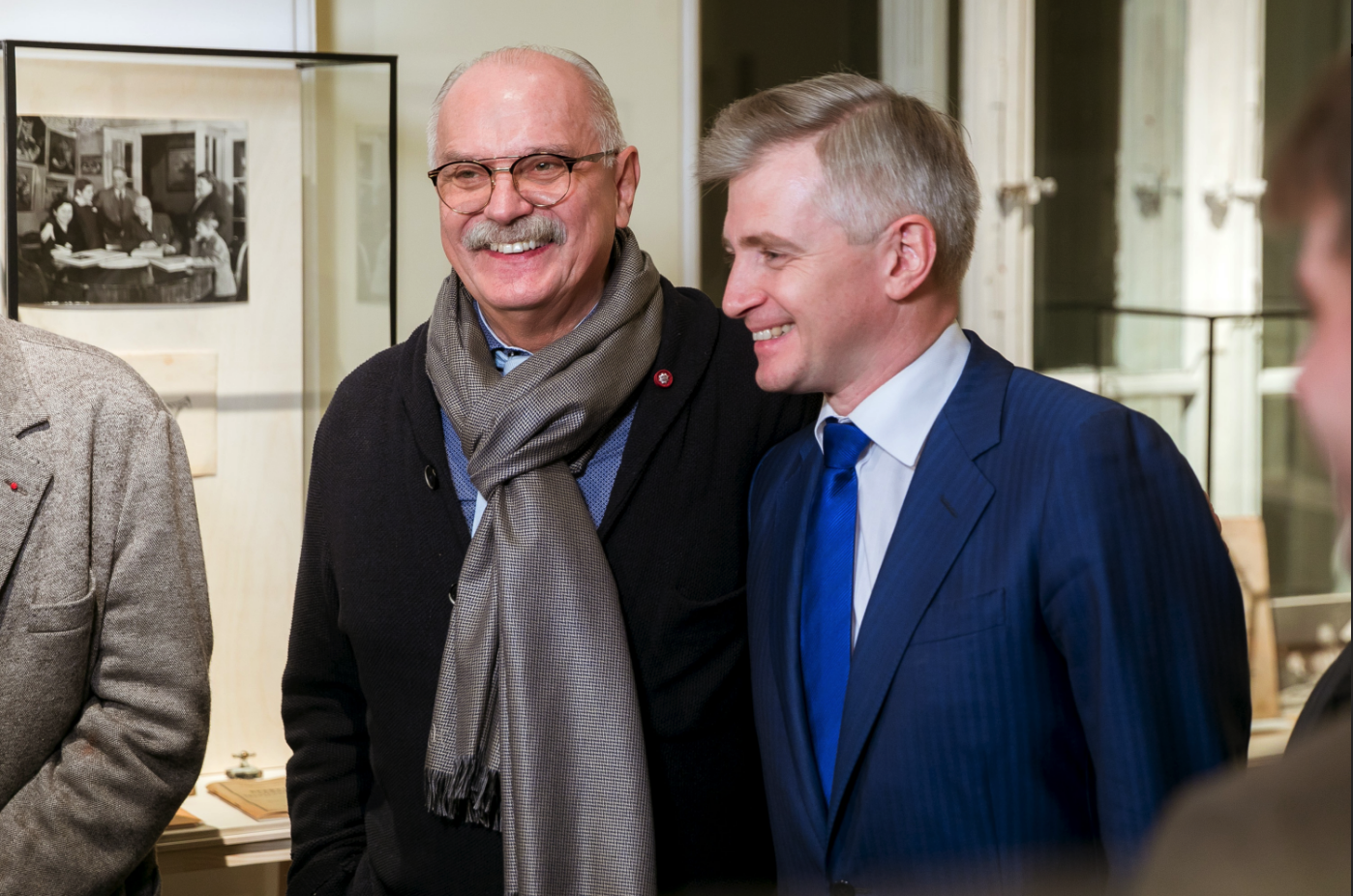
Никита Михалков и Александр Кибовский на открытии музея, 2017 год

В 2014 году благотворительный Фонд Петра Кончаловского выступил с предложением о создании в мастерской мемориального музея. При поддержке Департамента культуры Москвы, Фонд предоставил Союзу Художников компенсационные помещения для размещения мастерских художников Михаила и Елены Тихоновых.
В 2015 году мастерская перешла в управление Музея Михаила Булгакова, располагающегося в соседнем подъезде дома на Садовой.
В 2017 году состоялось официальное открытие музея, на церемонии которого присутствовали внуки художника — Андрей Кончаловский и Никита Михалков, генеральный директор Третьяковской галереи Зельфира Трегулова, а также руководитель Департамента культуры города Москвы Александр Кибовский.
Пусть это будет меньше музеем, а больше домом, куда хочется прийти. Главная ценность музея — интерьеры гнезда Кончаловских сами по себе. Здесь раздавались такие голоса, такие разговоры! И это большое окно, куда смотрели невероятные люди! Вообще, абрис окна — это и есть настоящая история. Ведь можно менять экспозиции, а этот кадр, который виден из окна, всегда остается прекрасным.Никита Михалков
С 2016 года при мастерской функционирует школа живописи, в которой еженедельно проводятся лекции, посвящённые истории искусства, а также мастер-классы по развитию творческих навыков.

## Экспозиция

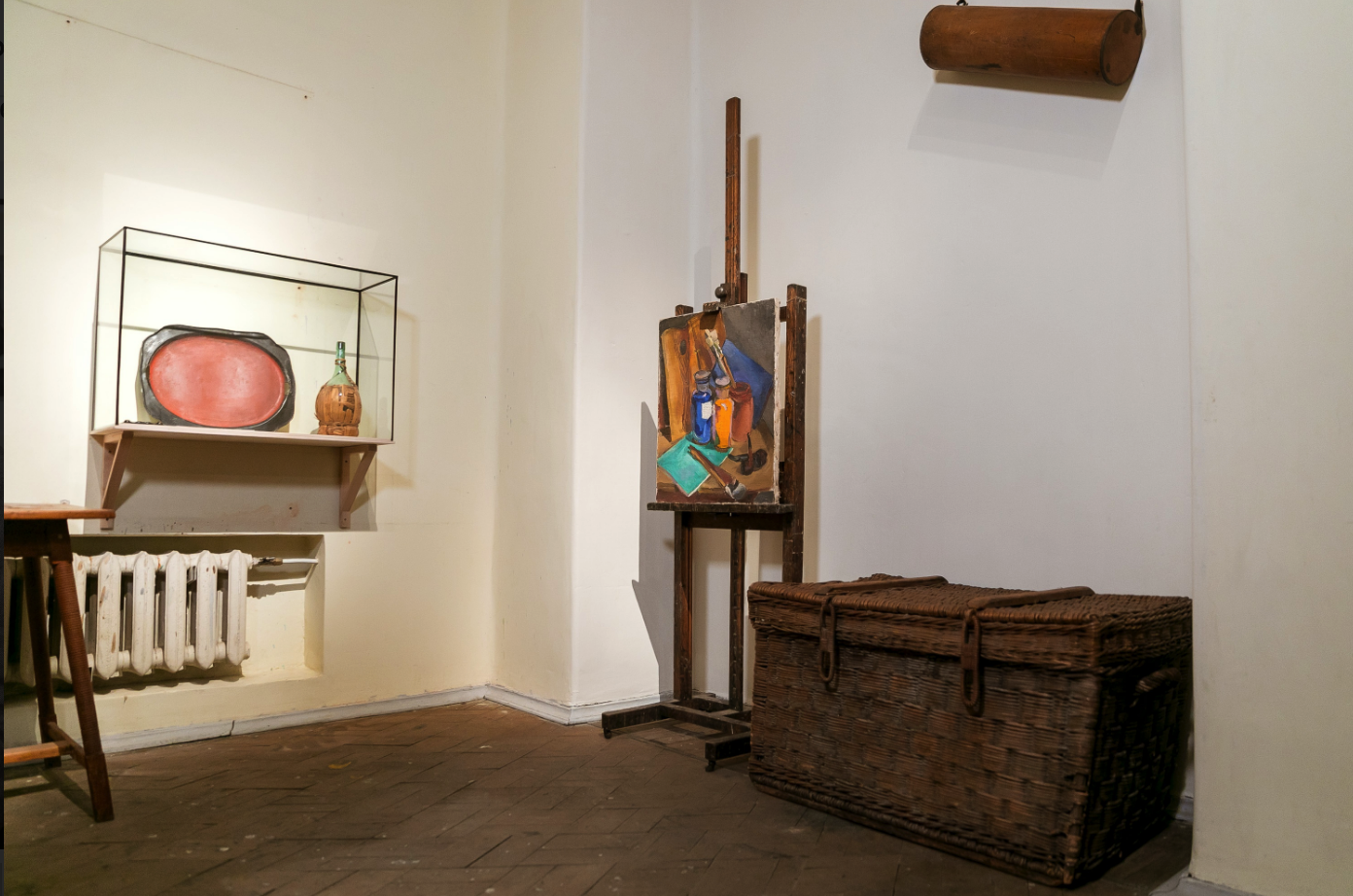
Экспозиция мастерской, 2017 год

В экспозицию музея входят предметы и рисунки Петра Кончаловского, семейные фотографии, личные предметы и архивные документы. У большого окна находится верстак, который часто использовал Кончаловский, старые ноты, этюдники, мастихины, кисти, стремянки и другие инструменты, принадлежавшие художнику.
Как вспоминала дочь Кончаловского Наталья:
За аркой была спальня родителей. <...> На ночь спальня отгораживалась ширмой. А в большой половине стоял длинный, желтый бархатный диван, на котором спал Миша. На фоне старинного гобелена... стоял большой стол с красками. У стен помещались мольберты и холсты. Была там и крохотная кухня с умывальником возле окна. Готовили на керосинках, но посреди мастерской стояла большая чугунная печь, которая топилась углём, и на ней постоянно готовилась пища.
C 2018 по 2019 года в музее проводится реставрация по восстановлению исторических интерьеров мастерской, в частности, светового потолка, убранного в советское время из-за протечек, а также установления системы кондиционирования для хранения подлинников картин Кончаловского. В архитектурном проекте будут максимально сохранены оригинальные элементы интерьера, в пространство Мастерской будут интегрированы современные музейно-выставочные и образовательные технологии, а также созданы все условия для сохранности выставочных экспонатов.
В экспозицию войдут мемориальные вещи, живописные и графические работы художника, а также архивные рукописи и фотографии, предоставленные наследниками художника, частными коллекционерами и ведущими художественными музеями.